# Atylotus seurati
Atylotus seurati är en tvåvingeart som först beskrevs av Surcouf 1922.  Atylotus seurati ingår i släktet Atylotus och familjen bromsar.
Artens utbredningsområde är Tunisien. Inga underarter finns listade i Catalogue of Life.